# NGC 1317
NGC 1317 (другие обозначения — NGC 1318, ESO 357-23, MCG −6-8-6, FCC 22, IRAS03208-3716, PGC 12653) — спиральная галактика с перемычкой (SBa) в созвездии Печь.
Этот объект занесён в Новый общий каталог дважды, с обозначениями NGC 1317 и NGC 1318. Он входит в число перечисленных в оригинальной редакции «Нового общего каталога».
Галактика входит в Скопление Печи, она уже 100 миллионов лет поглощается соседней спиральной галактикой NGC 1316, в которой содержится яркий радиоисточник Печь А.
Галактика NGC 1317 входит в состав группы галактик NGC 1316. Помимо NGC 1317 в группу также входят ещё 22 галактики.